# Một quốc gia, hai chế độ
Một quốc gia, hai chế độ (chữ Hán: 一國兩制, nhất quốc lưỡng chế) là một ý tưởng được Đặng Tiểu Bình - lãnh tụ tối cao của Cộng hòa Nhân dân Trung Hoa đề xuất trong quá trình tái thống nhất Trung Quốc vào đầu thập niên 1980. Đặng mong muốn thành lập một Trung Quốc duy nhất, nhưng các phần lãnh thổ độc lập như Hồng Kông, Ma Cao (ngày nay tồn tại dưới tư cách đặc khu hành chính) có thể duy trì hệ thống kinh tế - chính trị của chủ nghĩa tư bản trong khi phần còn lại: Trung Hoa đại lục nằm dưới chế độ xã hội chủ nghĩa. Theo đề nghị này, mỗi khu vực có thể tiếp tục hệ thống chính trị riêng, các vấn đề pháp lý, kinh tế và tài chính, bao gồm cả các hiệp định thương mại và văn hóa với nước ngoài sẽ được hưởng một số quyền nhất định.

## Hồng Kông và Macau
Năm 1984, Đặng Tiểu Bình đề xuất áp dụng các nguyên tắc cho Hồng Kông trong cuộc hội đàm với Thủ tướng Anh Margaret Thatcher về tương lai của Hồng Kông khi việc cho Vương quốc Anh thuê các vùng lãnh thổ mới (bao gồm cả Tân Cửu Long) của Hồng Kông hết hạn vào năm 1997. Một nguyên tắc tương tự cũng đã được đề xuất đàm phán với Bồ Đào Nha về Macau.
Nguyên tắc có nội dung: sau khi thống nhất đất nước, dù chủ nghĩa xã hội được thực hiện ở Trung Quốc đại lục, nhưng Hồng Kông và Ma Cao, tương ứng là thuộc địa của Anh và Bồ Đào Nha, có thể duy trì hệ thống của họ với quyền tự chủ cao ít nhất cho đến 50 năm sau khi Trung Quốc thống nhất. Điều gì sẽ xảy ra sau năm 2047 (Hong Kong) và 2049 (Macau) chưa bao giờ được công khai tuyên bố.
Chương 1, Điều 5 của Luật Cơ bản Hồng Kông quy định:
Hệ thống, chính sách xã hội chủ nghĩa không được thực hành tại đặc khu hành chính Hồng Kông, hệ thống và cách sống tư bản chủ nghĩa trước đây thì vẫn không thay đổi trong 50 năm.
Việc thành lập các khu vực này, được gọi là đặc khu hành chính (SAR), được ủy quyền theo Điều 31 của Hiến pháp nước Cộng hòa nhân dân Trung Hoa, phát biểu rằng Nhà nước có thể thiết lập đặc khu hành chính khi cần thiết, và rằng các hệ thống được thiết lập trong đó có trách nhiệm được pháp luật quy định được ban hành bởi Quốc hội Nhân dân trong ánh sáng của các điều kiện cụ thể.
Các đặc khu hành chính Hồng Kông và Ma Cao đã lần lượt được chính thức thành lập vào ngày 01 tháng 7 năm 1997 và ngày 20 tháng 12 năm 1999, ngay lập tức sau khi nước Cộng hòa Nhân dân Trung Hoa (Trung Quốc) đảm nhận chủ quyền đối với khu vực tương ứng.

## Trung Hoa Dân Quốc/Đài Loan
Khi được đề xuất về Một quốc gia, hai chế độ, Đài Loan (bao gồm chính phủ, các Đảng phái, kể cả những người ủng hộ một Trung Quốc thống nhất) đã bác bỏ chúng ngay dù cho Bắc Kinh tuyên bố sẽ cho phép Đài Loan có quân đội riêng.
Họ cho rằng Cộng hòa nhân dân Trung Hoa đã can thiệp vào Hồng Kông dù cho chính sách trên được áp dụng cho đến năm 2047.

## So sánh với Tây Tạng
Các nhà lãnh đạo của Khu tự trị Tây Tạng cũng tỏ ý mong muốn một chính sách tương tự cho khu tự trị này. Tuy nhiên, Bắc Kinh đã bác bỏ chúng vì cho rằng Tây Tạng khác với các phần lãnh thổ trên là chưa bao giờ trở thành thuộc địa chính thức của quốc gia phương Tây nào.